# Большегорье
Большегорье — деревня в Покровском районе Орловской области России. Входит в состав Журавецкого сельского поселения.

## История
В 1961 году указом Президиума Верховного Совета РСФСР деревня Дуровка переименована в Большегорье.

## Население
| 2010 |
| ---- |
| 29   |